# Jacek Różański (artysta)
Jacek Różański (ur. 5 stycznia 1946 w Łodzi) – aktor filmowy, teatralny i telewizyjny, piosenkarz, wykonawca poezji śpiewanej.

## Życiorys
W 1970 ukończył studia na Wydziale Aktorskim PWSFTviT w Łodzi.
W latach 1970–1972 występował w Teatrze Polskim w Poznaniu, w latach 1973–1974 w Teatrze im. Wojciecha Bogusławskiego w Kaliszu, w latach 1974–1977 w Teatrze Nowym w Poznaniu, w latach 1977–1988 w Teatrze Muzycznym w Słupsku, w latach 1988–1993 w Zespole Janusza Wiśniewskiego, w latach 1995–1996 w Teatrze Rozmaitości w Warszawie, w roku 1997 w Teatrze im. Adama Mickiewicza w Częstochowie, w latach 1997–1999 w Teatrze Studio w Warszawie. Od roku 1999 jest aktorem Teatru Narodowego w Warszawie.
Znany m.in. z muzycznej interpretacji wierszy Edwarda Stachury.

## Filmografia
- 1976: Kruk − skrzypek
- 1981: Najdłuższa wojna nowoczesnej Europy (odc. 5)
- 1982: Śpiewy po rosie − Wicek
- 1988: Pogranicze w ogniu − majster grupy zakładającej linie telefoniczne w Podgajach (odc. 3)
- 1991: Obywatel świata − Jacek, menedżer Janka
- 1995: Gracze − realizator TV współpracujący z Graczem
- 1995: Ekstradycja − mężczyzna chcący porwać Basię (odc. 4)
- 1995: Doktor Semmelweis − uczestnik obrad komisji
- 1996: Matka swojej matki − mężczyzna na balkonie
- 1997: Taekwondo − właściciel samochodu
- 1997–2012: Klan − Zdzisław Kozielski, dawny kolega Elżbiety
- 1997: Darmozjad polski − proboszcz
- 2002–2010: Samo życie − ksiądz
- 2002: Dzień świra − grajek pod domem Adasia
- 2003: Na dobre i na złe − wicemarszałek województwa Wincenty Frąk (odc. 162)
- 2006–2007: Królowie śródmieścia − Henryk, ojciec Artura i Roberta
- 2009: Hel − pacjent Henryk
- 2011: Lęk wysokości − ojciec Ewy
- 2012: Prawo Agaty − sędzia Rafalski (odc. 4)
- 2015: Moje córki krowy – radiolog

## Dyskografia
Wykonawca albumu Życie to nie teatr, w którym do muzyki Jerzego Satanowskiego śpiewa poniższe teksty Edwarda Stachury:
1. Życie to nie teatr
2. Ruszaj się Bruno
3. Urodziny
4. Niemowa
5. Zabraknie ci psa
6. Tango triste
7. Nie Brooklyński most
8. Minęło wiele miesięcy
9. Czy warto
10. Biała lokomotywa
11. Już jest za późno
12. Mgły opadły
13. Piosenka dla Rafała Urbana